# Michael Haneke
Michael Haneke (Múnic, 23 de març de 1942) és un director i guionista de cinema austríac conegut pel seu estil ombrívol i pertorbador. Les seves pel·lícules sovint tracten problemes de la societat moderna, i solen causar controvèrsia.
Haneke ha treballat a la televisió‚ teatre i cinema. El 2005 va obtenir el premi a la millor direcció per la seva pel·lícula Caché al Festival de Cinema de Canes, així com el premi de la FIPRESCI i el premi del Jurat Ecumènic del mateix festival. Aquest film va ser el gran triomfador als Premis del Cinema Europeu amb cinc guardons, entre ells els de millor pel·lícula i millor director. El 24 de maig de 2009 va obtenir la Palma d'Or a la 62a edició del Festival de Canes pel seu film Das weiße Band (La cinta blanca). L'any 2013 va ser distingit amb el Premi Príncep d'Astúries de les Arts.

## Biografia
Michael Haneke és fill del director i actor alemany nascut en Düsseldorf, Fritz Haneke, i de l'actriu austríaca Beatrix von Degenschild. Haneke va créixer i es va criar a la petita ciutat de Wiener Neustadt amb la família de la seva mare al camp, ja que els seus pares es van divorciar quan era petit. Va anar a la Universitat de Viena per a estudiar filosofia, psicologia i drama després de fracassar en els seus primers intents en l'actuació i la música. Després de graduar-se, es va convertir en crític de cinema i entre 1967 i 1970 va treballar com a editor i dramaturg al canal televisiu del sud d'Alemanya Südwestfunk. Com a dramaturg va dirigir diverses produccions escèniques a Alemanya, entre elles obres de Strindberg, Goethe i Heinrich von Kleist a Berlín, Múnic i Viena. Va fer el seu debut com a director televisiu al 1973.
Des de 2002 exerceix com a professor de direcció a l'Acadèmia de Cinema de Viena, Àustria, on resideix habitualment. A les seves classes -dues vegades per setmana- intenta transmetre els seus coneixements cinematogràfics als seus estudiants, fent especial èmfasi en la direcció d'actors, ja que per ell és la base de la credibilitat real i emocional total d'una escena.
Michael Haneke està casat des de 1983 amb la propietària d'un negoci d'antiguitats de Viena. Ell mateix descriu a la seva dona com el seu crític més agut i important del seu treball.

## Obra
La pel·lícula comercial amb la que Haneke va debutar va ser El setè continent el 1989, que va servir per traçar l'estil violent i gruixut que floriria en els anys següents. Tres anys després, la controvertida El Video de Benny va col·locar el nom de Haneke al mapa Europeu. El gran èxit de Haneke arribaria al 2001 amb la seva pel·lícula més aclamada per la crítica La Pianiste. La pel·lícula va guanyar el prestigiós Gran Premi en el Festival de Cinema de Canes de 2001, i també van ser guardonats els seus protagonistes, Benoit Magimel i Isabelle Huppert, amb els premis de millor actor i actriu. Ha treballat amb Juliette Binoche en dues ocasions, després que ella expressés interès a treballar amb ell. Una d'aquestes pel·lícules va ser Caché, pel·lícula on el director va guanyar el premi a Millor director a Canes i a millor pel·lícula a la cerimònia de Premis del Cinema Europeu.
El 2007, va debutar al mercat estatunidenc amb Funny Games, remake del seu propi film de 1997, que va ser produïda per l'actriu Naomi Watts, la qual també va actuar en aquesta pel·lícula. El 2009 va assolir la Palma d'Or al Festival de Canes. Michael Haneke i la seua pel·lícula Amor van ser els grans guanyadors de la 25a edició dels premis de cinema europeu. Amor ha aconseguit els premis a la millor pel·lícula, millor director, millor actor i millor actriu.

### Temes
Haneke desconstrueix les estructures narratives tradicionals per tal d'assolir un distanciament brechtià. La seva provocativa forma de narrar, té l'objectiu principal de fer pensar l'espectador i treure-li les còmodes convencions cinematogràfiques, situant-lo en cruïlles on tot és possible. En aquest sentit, el precedent de Michelangelo Antonioni ha estat fonamental per a ell.
Rebutja el que considera convencions estàndard de temps, construcció del suspens i continuïtat lògica, Haneke no tem arribar a ser avorrit, irritant o frustrant. Les seves pel·lícules són considerades molt immediates i realistes sense ser simplistes. És molt possible que tractin sobre una societat que no sap com estimar —o com odiar— i les seves pel·lícules són en certa manera, un intent d'afinar els sentiments del públic i les seves respostes al món. El ritme dels seus films és el més particular de tot: no necessita allargar més de l'ordinari la durada de les narracions (generalment sense veritables intrigues) o els seus plànols, incloent en la major part de les seves obres períodes sense acció, de buit, de frustració i d'irritació. És, sobretot, en la representació de la violència quan el cineasta innova, sense estilitzar-la ni tornar-la espectacular. Sense exuberància, la barbàrie apareix al llarg de la progressió dramàtica mateixa de cadascun dels seus films de manera estructural. És, per altra banda, sovint més suggerida que veritablement mostrada, manifestada sense subratllar i generalment mai està justificada o motivada, cosa que fa la seva posada en escena encara més eixuta i brutal. De manera implacable, el director cerca sense parar de posar l'espectador en una situació incòmoda, alterant les maneres tradicionals i la seva manera de percebre o de rebre una obra cinematogràfica. Desitja provocar reaccions vives i emotives, Haneke intenta interrogar sobre la responsabilitat del testimoni davant les escenes exposades, plantejant qüestions d'ordre social, polític, històric, cultural o moral sense mai aportar-hi respostes clarament establertes. Un rerefons cultural i filosòfic dens es percep darrere cadascuna de les seves obres.
Entre els seus temes recurrents apareixen:
- La introducció d'una força malèvola enmig de la confortable vida burgesa, com es veu en Funny Games i a Caché;
- Una actitud crítica contra els mitjans massius, especialment la televisió, com succeeix a Funny Games, en què alguns dels personatges són conscients de pertànyer a una pel·lícula, i Benny's Video, en la qual el personatge principal és conduït a matar una innocent després de veure un porc massacrat a la TV.
- La incomunicació o la incapacitat de poder-se comunicar directament amb l'altre.

## Filmografia

### Cinema
- Der Siebente Kontinent (1989) (El setè continent)
- Benny's Video (1992) (El vídeo del Benny)
- 71 Fragmente einer Chronologie des Zufalls (1994) (71 Fragments de la Cronologia del Canvi)
- Funny Games (1997)[2]
- Code inconnu: Récit incomplet de divers voyages (2000) (Codi Desconegut: Incomplete Tales of Several Journeys)
- La pianista (La Pianiste) (2002)
- Le Temps du loup (2003) (L'hora del llop)
- Caché (2005)
- Funny Games (2007)
- Das weiße Band (2009) (La cinta blanca)
- Amor (Amour) (2012)
- Happy End (2017)

### Telefilms
- ...Und was Kommt Danach? (1974) (Després de Liverpool)
- Three Paths to the Lake (1976)
- Sperrmüll (1976) (Household Rubbish)
- Lemminge, Teil 1: Arkadien (1979) (Lemmings, Part 1: Arcadia)
- Lemminge, Teil 2: Verletzungen (1979) (Lemmings, Part 2: Injuries)
- Variationen (1983) (Variació)
- Wer war Edgar Allan? (1984) (Qui era Edgar Allen?)
- Fräulein (1985) (Miss)
- Nachruf für einen Mörder (1991) (Obituary for a Murderer)
- Die Rebellion (1992) (La Rebel·lió)
- Das Schloß (1997) (El Castell)

### Curts
- Lumière et compagnie' (1995) (segment "Michael Haneke/Vienne")